# Biserica de lemn din Păltineasa

Ruinele bisericii de lemn din Păltineasa, județul Bistrița-Năsăud. Vedere sudică. Foto: 2009 (înainte de restaurare)

Biserica de lemn din Păltineasa, județul Bistrița-Năsăud. Piciorul mesei altarului printre rămășițele acoperișului. Foto: 2009

Biserica de lemn din Păltineasa, comuna Spermezeu, județul Bistrița-Năsăud a fost construită în secolul XVIII.

## Istoric și trăsături
Situat pe o vale îngustă între Spermezeu, Perișor și Dumbrăvița, satul Păltineasa ascunde pe o mică colină biserica de lemn a cărei datare nu o cunoaștem, dar care s-ar putea afla, încrustată, pe una din bârnele pereților ce au fost tencuiți.  Bătrânii satului susțin că biserica ar fi fost ridicată de meșteri din Idieciu, o localitate din apropiere și datează probabil din secolul al XVIII-lea.  Construcția are un caracter arhaic.  Planul derivă direct din casa de lemn țărănească,  altarul fiind în continuarea pereților dreptunghiului format de naos și pronaos.  Absida este construită din patru laturi, formând o muchie în centru și trădând intenția de a fi rotunjită, element mai rar întâlnit la construcțiile de lemn. Intrarea se face pe latura de sud în pronaosul tăvănit și care a fost despărțit de naos printr-un perete plin în care s-au tăiat deschideri.  Naosul este boltit semicilindric, iar în continuare se intră în absida altarului doar prin două uși, un alt element arhaic.  Deasupra pronaosului, pe o bază pătrată, se înalță un turn mic, proporționat față de restul construcției, având o galerie în rezalit, cu câte două arcade pe fiecare latură, sprijinind un coif piramidal pe un plan de asemenea pătrat.
Consolele treptate ce susțin acoperișul și motivele geometrice tăiate în scândurile balustradei galeriei turnului, formează singurele elemente decorative vizibile.  Ferestrele au fost lărgite la o intervenție ulterioară.  Interiorul, în prezent simplu, tencuit, probabil a fost inițial pictat.
Se mai găsește o singură icoană, Învierea, a cărei pictură este deteriorată,  dar care prezintă un chenar sculptat deosebit de bogat,  constituit din funie răsucită, elemente florale imitând laleaua, rozete și un coronament cu volute și elemente vegetale numeroase. Este un ancadrament tipic pentru icoanele întâlnite la bisericile de pe valea Someșului sau a Șieului.
Aflată aproape de colapsul total biserica ortodoxă de lemn din Păltineasa a fost prinsă de către Institutul Național al Patrimoniului în Planul Național de Restaurare la inițiativa Direcției Județene de Cultură și Patrimoniu și a Parohiei Ortodoxe Spermezeu. Finanțarea a fost asigurată de Ministerul Culturii prin Institutul Național al Patrimoniului, iar lucrările de restaurare au fost executate de firma “Taina Lemnului” din Desești, Maramureș, costurile totale ridicându-se la aproximativ 3,2 milioane lei.